# Luka Basi
Luka Basi, rojen kot Matej Prikeržnik, slovenski pevec zabavne glasbe; * 8. oktober 1993, Slovenj Gradec.
Luka Basi prihaja iz Raven na Koroškem. Njegova mama je prepevala v narodno-zabavnem ansamblu. V glasbeni šoli se je učil igranja na trobento, vendar je danes ne igra več.
Širši javnosti pa se je predstavil leta 2016 na šovu Slovenija ima talent, kjer je nastopil še pod svojim pravim imenom Matej Prikeržnik. Po šovu je s hrvaškim pevcem Joletom posnel uspešen  duet v hrvaščini Nisam ja od jučer, nato pa je v le nekaj letih nanizal veliko uspešnic, njegovi videospoti pa na youtubu dosegajo milijonske oglede. Njegove pesmi so povečini napisane v hrvaščini in Luka Basi je eden redkih Slovencev, ki niza uspehe na Hrvaškem. Prvo pesem v slovenščini z naslovom Skrito v raju je izdal leta 2023.

## Zasebno
S slovensko pevko Nastjo Gabor, s katero sta se poročila julija 2024, imata sina Taia (* 2018) in hčer Tio (* 2020).